# ألدن ويتمان
ألدن ويتمان (بالإنجليزية: Alden Whitman)‏ هو صحفي أمريكي، ولد في 27 أكتوبر 1913، وتوفي في 4 سبتمبر 1990.